# Tetraneuromyia similis
Tetraneuromyia similis är en tvåvingeart som beskrevs av Boris Mamaev 1964. Tetraneuromyia similis ingår i släktet Tetraneuromyia och familjen gallmyggor. Inga underarter finns listade i Catalogue of Life.